# Jean-Luc Nancy
Jean-Luc Nancy (Bordéus, 26 de julho de 1940 – 23 de agosto de 2021)  (/nɑːnˈsi/; francês: [ʒɑ̃.lyk nɑ̃si]) foi um filósofo francês.

## Carreira
A primeira obra de Nancy, Le titre de la lettre, publicada em 1973, é uma visão sobre o trabalho do psicanalista Jacques Lacan, escrita em conjunto com Philippe Lacoue-Labarthe. Nancy é autor de diversos trabalhos sobre diferentes pensadores, entre eles La remarque spéculative em 1973 acerca de Georg Wilhelm Friedrich Hegel, Le Discours de la syncope (1976) e L’Impératif catégorique (1983) sobre Immanuel Kant, Ego sum (1979) sobre René Descartes, e Le Partage des voix (1982) acerca de Martin Heidegger. Suas maiores influências são Martin Heidegger, Jacques Derrida, Georges Bataille, Maurice Blanchot e Friedrich Nietzsche.
A obra de Nancy é marcada pelo grande tamanho de publicações e pela heterogeneidade de temas. Datam da década de 60 o início de suas reflexões, que atravessam desde a leitura de filósofos clássicos (Descartes, Kant, Hegel), ao envolvimento com figuras essenciais para a filosofia francesa do século XX (Nietzsche, Heidegger, Bataille, Merleau-Ponty, Derrida, etc.), assim como, reflexões sobre arte e literatura. É conhecido principalmente, por ter contribuído para o debate acerca da comunidade e da natureza do político. Nancy é professor emérito da Universidade de Estrasburgo.

## Obras publicadas
No Brasil: 
- A Comunidade Inoperada. Tradução de Soraya Guimarães Hoepfner. 7 Letras, 2016, 173p.
- Arquivida: do senciente e do sentido. São Paulo: Iluminuras, 2014. 96p. (Contemporâneos). ISBN 9788573214444
- Banalidade de Heidegger. Tradução Fernanda Bernardo e Victor Maia. Rio de Janeiro: Via Verita, 2017. 94p.
- Corpo, Fora. Tradução e organização de Márcia Sá Cavalcante Schuback. 7Letras, 2015, 112p.
- Demanda: Literatura e Filosofia. Tradução João Camillo Penna, Eclair Antonio Almeida Filho & Dirlenvalder do Nascimento Loyolla. Florianópolis : Ed. UFSC; Chapecó : Argos, 2016. 367p. ISBN 9788532807267
- O Mito Nazista: seguido de O espírito do nacional-socialismo e o seu destino, com Philippe Lacoue-Labarthe. Tradução de Márcio Seligmannn-Silva. São Paulo: Iluminuras, 2002. 96p. (Testemunhos) ISBN 8573211512
- O Pensamento Despojado. Tradução de Daniel Barbosa Cardoso, Eclair Antonio Almeida Filho & Josina Nunes Magalhães Roncisvalle. Lumme editor, 2015. 240p. ISBN 8582341520
- O Título da Letra (Uma leitura de Lacan), com Philippe Lacoue-Labarthe. Tradução de Sergio Joaquim de Almeida. São Paulo : Escuta, 1991.

Em Portugal:
- A Adoração (Desconstrução do Cristianismo, 2). trad. Fernanda Bernardo. Palimage/Terra Ocre, 2014. 179p.
- A Declosão (Desconstrução do Cristianismo, 1). Trad. Andreia Carvalho... [et al.] Palimage/Terra Ocre, 2016. 311p.
- A Equivalência das Catástrofes (Após Fukushima). Tradução de Jorge Leandro Rosa. Edições Nada, 2014. 80p. ISBN 9789899691759
- .À Escuta. Tradução de Fernanda Bernardo. Chão da Feira, 2014. 74p.
- Corpus. Lisboa: Vega, 2000. 119p. (Passagens, 34). ISBN 9726996481
- O “há” da Relação Sexual.  trad. e notas Pedro Eiras. Vila Nova de Famalicão: Quasi Editora, 2007.
- O Peso de um Pensamento, a Aproximação. Tradução de Fernanda Bernardo & Hugo Monteiro. Palimage/Terra Ocre Ed., 2011.
- Resistência da Poesia. Tradução de Bruno Duarte. Ed. Vendaval, 2005.
- Sulcos: arte, poesia, técnica, política, filosofia, com Luís de Barreiros Tavares. Trad. Luís de Barreiros Tavares. Coimbra: Palimage, 2018. 85p.

Em Francês:
- La Remarque spéculative (Un bon mot de Hegel). Paris: Galilée, 1973.
- La titre de la lettre. Paris: Galilée, 1973 (com Philippe Lacoue-Labarthe).
- Le Discours de la syncope. I. Logodaedalus. Paris: Flammarion, 1975.
- L'absolu littéraire. Théorie de la littérature du romantisme allemand. Paris: Seuil, 1978 (com Philippe Lacoue-Labarthe).
- Ego sum. Paris: Flammarion, 1979.
- Les Fins de l'homme à partir du travail de Jacques Derrida: colloque de Cerisy, 23 juillet-2 août 1980. 1981 (ed., com Lacoue-Labarthe).
- Rejouer le politique. 1981 (ed., com Lacoue-Labarthe).
- Le partage des voix. Paris: Galilée, 1982.
- La retrait du politique. 1983 (ed., com Lacoue-Labarthe).
- La communauté désoeuvrée. Paris: Christian Bourgois, 1983.
- L'Impératif catégorique. Paris: Flammarion, 1983.
- L'oubli de la philosophie. Paris: Galilée, 1986.
- Des lieux divins. Mauvezin: T.E.R, 1987.
- L'expérience de la liberté. Paris: Galilée, 1988.
- Une Pensée finie. Paris: Galilée, 1990.
- Le poids d'une pensée. Québec: Le griffon d'argile, 1991.
- Le mythe nazi. La tour d'Aigues: L'Aube, 1991 (com Philippe Lacoue-Labarthe, edição revisada; originalmente publicado como Les méchanismes du fascisme, 1981).
- La comparution (politique à venir). Paris: Bourgois, 1991 (com Jean-Chrisophe Bailly).
- Corpus. Paris: Métailié, 1992.
- Le sens du monde. Paris: Galilée, 1993.
- Les Muses. Paris: Galilée, 1994.
- Être singulier pluriel. Paris: Galilée, 1996.
- Hegel. L'inquiétude du négatif. Paris: Hachette, 1997.
- L'Intrus. Paris: Galilée, 2000.
- Le regard du portrait. Paris: Galilée, 2000.
- Conloquium, in Roberto Esposito, Communitas. trad. de Nadine Le Lirzin, Paris: PUF, 2000.
- La pensée dérobée. Paris: Galilée, 2001.
- The evidence of film. Bruxelles: Yves Gevaert, 2001.
- La création du monde ou la mondialisation. Paris: Galilée, 2002.
- À l’écoute. Paris: Galilée, 2002.
- Nus sommes. La peau des images. Paris: Klincksieck, 2003 (com Federico Ferrari).
- Noli me tangere. Paris: Bayard, 2003.
- "L'extension de l'âme". Metz: Le Portique, 2003.
- "Lil y a' du rapport sexuel". Paris: Galilée, 2003.
- La déclosion (Déconstruction du Christianisme 1). Paris: Galilée, 2005.
- Sur le commerce des pensées: Du livre et de la librairie. Paris: Galilée, 2005.
- Iconographie de l'auteur. Paris: Galilée, 2005 (com Federico Ferrari).
- Tombe de sommeil. Paris: Galilée, 2007.
- Juste impossible. Paris: Bayard, 2007.
- À plus d'un titre: Jacques Derrida. Paris: Galilée, 2007.
- Vérité de la democratie. Paris: Galilée, 2008.
- Le poids d'une pensée, l'approche. Strasbourg: La Phocide, 2008.
- Je t'aime, un peu, beaucoup, passionnément.... Paris: Bayard Centurion, 2008.
- Démocratie, dans quel état ?, com Giorgio Agamben, Alain Badiou, Daniel Bensaïd, Wendy Brown, Jacques Rancière, Kristin Ross e Slavoj Žižek, La Fabrique, 2009.
- L'Adoration, Paris, Galilée, 2010.
- Atlan : les détrempes, Paris, Hazan, 2010.
- À Vengeance ? de Robert Antelme, in Robert Antelme, Vengeance ?. Hermann, 2010.
- La Ville au loin. Strasbourg: La Phocide, 2011.
- Maurice Blanchot, passion politique. Paris: Galilée, 2011.
- Politique et au-delà. Entrevista com Philipp Armstrong and Jason E. Smith, Paris: Galilée, 2011.
- Dans quels mondes vivons-nous?, com Aurélien Barrau, Paris: Galilée, 2011.
- L’Équivalence des catastrophes (Après Fukushima), Paris: Galilée, 2012.
- La Possibilité d'un monde, Paris: Les petits platons, 2013.
- Jamais le mot "créateur"..., comSimon Hantaï, Paris, Galilée, 2013.
- L’Autre Portrait, Paris, Galilée, 2013.
- Être singulier pluriel, nouvelle édition augmentée, Paris, Galilée, 2013.
- Le Philosophe boiteux, Le Havre, Franciscopolis/Presses du réel, 2014.
- La Jouissance. Questions de caractère, com Adèle Van Reeth, Paris, Plon, 2014.
- La Communauté désavouée, Paris, Galilée, 2014.
- Inventions à deux voix. Entretiens, com Danielle Cohen-Levinas, Paris, Éditions du Félin, 2015.
- Proprement dit : Entretien sur le mythe, com Mathilde Girard, Paris, Lignes, 2015.
- Journal des Phéniciennes, Paris, Christian Bourgois, 2015.
- Banalité de Heidegger, Paris, Galilée, 2015.
- Demande : Littérature et philosophie, Paris, Galilée, 2015.
- Entretien sur le christianisme (Paris, 2008), com Bernard Stiegler and Alain Jugnon, in: Bernard Stiegler, Dans la disruption : Comment ne pas devenir fou ?, Paris, Les Liens qui Libèrent, 2016.
- Que faire ?, Paris, Galilée, 2016.
- Signaux sensibles, entretien à propos des arts, com Jérôme Lèbre, Paris, Bayard, 2017.
- La Tradition allemande dans la philosophie, com Alain Badiou, Paris, Éditions Lignes, 2017.
- Sexistence, Paris, Galilée, 2017.
- Exclu le Juif en nous, Paris, Galilée, 2018.
- Hegel, l'inquiétude du négatif, Paris, Galilée, 2018.
- Derrida, suppléments, Paris, Galilée, 2019.
- La peau fragile du monde, Paris, Galilée, 2020.
- Mascarons de Macron, Paris, Galilée, 2021.
- Cruor, Paris, Galilée, 2021.